# نواة محيطة بالبطين
النواة المحيطة بالبطين (بالإنجليزية: Periventricular nucleus) هي صفحة رقيقة من العصبونات القصيرة المتواجدة في جدار البطين الثالث وهي من مكونات تحت المهاد، وتعمل على تسكين الألم.
تقع في المناطق المنقارية والمتوسطة والذنبية من تحت المهاد. تساعد المنطقة المنقارية في إنتاج كلا هرموني السوماتوستاتين والهرمون المطلق للثيرويد. يساعد الجزء الوسطي في إنتاج الهرمون المطلق للثيرويد، السوماتوستاتين، اللبتين، الغاسترين والببتيد العصبي Y، وتنتج لدى البشر والرئيسيات كذلك الهرمون المطلق للغونادوتروبين (GnRH). تساعد المنطقة الذنبية في تنظيم أعراض الجهاز العصبي، وتعتبر مركزا للاستشاطة والغضب. لا تأثير للنواة المحيطة بالبطين على الحاجز الدموي الدماغي.
التعبير عن 11β-HSD2 يحوِّل الكورتيزول إلى كورتيزون.